# Natan Zach
Natan Zach (ur. 13 grudnia 1930 w Berlinie, zm. 6 listopada 2020 w Ramat Ganie) – izraelski poeta, eseista, krytyk literacki, tworzący w języku hebrajskim.
Od 1935 roku mieszkał w Palestynie. Był jednym z czołowych przedstawicieli modernizmu lat pięćdziesiątych w literaturze hebrajskiej. W swoich wierszach przeprowadzał krytykę społeczeństwa i politycznej rzeczywistości Izraela.

## Twórczość
- Szirim riszonim
- Szirim szonim
- Kol he chalaw wehadwasz